# Stompf

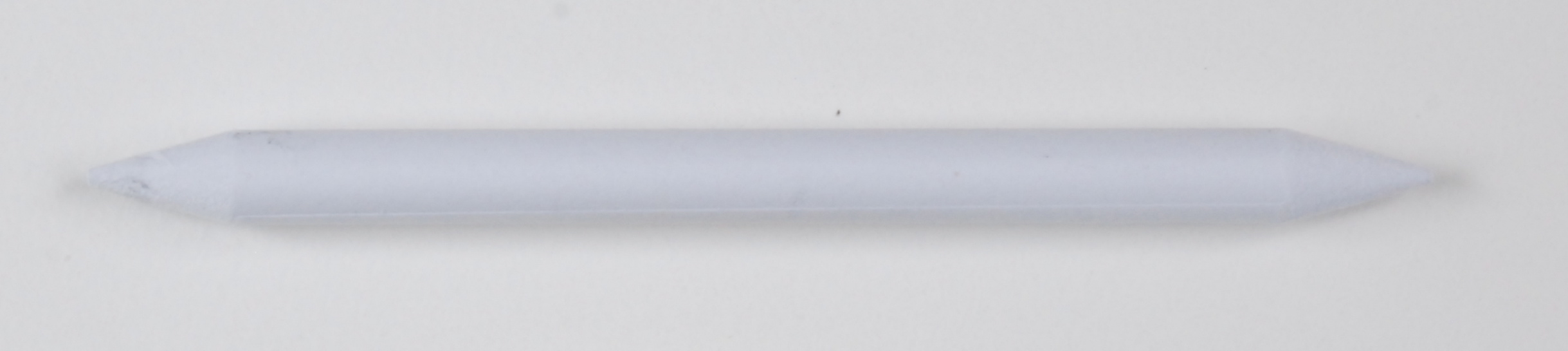
Stompf

Stompf eller stomp är ett konstnärligt verktyg som består av hårt rullat papper och till utseendet påminner om en penna som till exempel används för att bearbeta bilder. 
Verktyget används ofta för att skapa en skugg-effekt i teckningar genom att smeta ut grafit eller kol.